# Great Stukeley
Great Stukeley es una localidad situada en el distrito de Huntingdonshire, en Cambridgeshire, Inglaterra (Reino Unido). Según el censo de 2021, tiene una población de 710 habitantes.